# Episodi di Indagini ad alta quota
Gli episodi del programma televisivo documentaristico canadese Indagini ad alta quota (Mayday) sono stati trasmessi sul network Discovery Channel Canada dal 3 settembre 2003. A marzo 2018 sono stati prodotti e trasmessi in lingua originale 156 episodi (suddivisi in 18 stagioni), inclusi cinque speciali Science of Disaster in cui sono trattati più incidenti (stagioni 6 e 8) e tre spin-off Crash Scene Investigation riguardanti incidenti navali e ferroviari (stagione 3, episodi 9, 11 e 12). Va inoltre aggiunto un episodio speciale di 90 minuti Collisione fatale (Crash of the Century), dedicato al più grave incidente della storia dell'aviazione, il disastro aereo di Tenerife. La 21ª stagione è stata trasmessa in lingua originale dal 4 aprile 2021, in Italia la trasmissione è partita il 5 aprile 2021.
In Italia lo show è trasmesso dal canale televisivo a pagamento National Geographic e in chiaro precedentemente su DMAX (con un doppiaggio differente) e in seguito su Focus (sia durante la gestione di Discovery Italia sia quella di Mediaset).
Gli episodi sono ordinati secondo la data di produzione.

## Prima stagione
La prima stagione, composta da sei episodi, è andata in onda in lingua originale dal 3 settembre al 22 ottobre 2003.
| nº | Titolo originale   | Titolo italiano          | Evento                      | Data             | Prima TV originale | Prima TV Italia |
| -- | ------------------ | ------------------------ | --------------------------- | ---------------- | ------------------ | --------------- |
| 1  | Unlocking Disaster | Salto nel vuoto          | Volo United Airlines 811    | 24 febbraio 1989 | 10 settembre 2003  |                 |
| 2  | Racing the Storm   | Una gara contro il tempo | Volo American Airlines 1420 | 1º giugno 1999   | 3 settembre 2003   |                 |
| 3  | Fire on Board      | Fuoco a bordo            | Volo Swissair 111           | 2 settembre 1998 | 22 ottobre 2003    |                 |
| 4  | Flying Blind       | Volo cieco               | Volo AeroPerú 603           | 2 ottobre 1996   | 17 settembre 2003  |                 |
| 5  | Cutting Corners    | Fuori controllo          | Volo Alaska Airlines 261    | 31 gennaio 2000  | 15 ottobre 2003    |                 |
| 6  | Flying on Empty    | A serbatoio vuoto        | Volo Air Transat 236        | 24 agosto 2001   | 8 ottobre 2003     |                 |

## Seconda stagione
La seconda stagione, composta da sei episodi, è stata trasmessa in lingua originale dal 23 gennaio al 27 febbraio 2005.
| nº | Titolo originale      | Titolo italiano          | Evento                               | Data             | Prima TV originale | Prima TV Italia |
| -- | --------------------- | ------------------------ | ------------------------------------ | ---------------- | ------------------ | --------------- |
| 1  | Blow Out              | Miracolo ad alta quota   | Volo British Airways 5390            | 10 giugno 1990   | 23 gennaio 2005    |                 |
| 2  | A Wounded Bird        | Airport '95              | Volo Atlantic Southeast Airlines 529 | 21 agosto 1995   | 30 gennaio 2005    |                 |
| 3  | The Killing Machine   | Dirottamento             | Volo Air France 8969                 | 24 dicembre 1994 | 6 febbraio 2005    |                 |
| 4  | Deadly Crossroads     | Collisione ad alta quota | Collisione in volo di Überlingen     | 1º luglio 2002   | 13 febbraio 2005   |                 |
| 5  | Lost                  | Disastro sulla montagna  | Volo American Airlines 965           | 20 dicembre 1995 | 20 febbraio 2005   |                 |
| 6  | Missing Over New York | Ritardo fatale           | Volo Avianca 52                      | 25 gennaio 1990  | 27 febbraio 2005   |                 |

## Terza stagione
La terza stagione, composta da tredici episodi, è andata in onda in inglese dal 14 settembre al 30 novembre 2005. Gli episodi spin-off della serie Crash Scene Investigation sono il nono, l'undicesimo e il dodicesimo e trattano rispettivamente due incidenti ferroviari e l'affondamento di un traghetto. Il 14 dicembre 2005 è stato trasmesso l'episodio speciale di 90 minuti Collisione fatale.
| nº       | Titolo originale     | Titolo italiano                 | Evento                                 | Data              | Prima TV originale | Prima TV Italia |
| -------- | -------------------- | ------------------------------- | -------------------------------------- | ----------------- | ------------------ | --------------- |
| 1        | Hanging by a Thread  | Appesi a un filo                | Volo Aloha Airlines 243                | 28 aprile 1988    | 14 settembre 2005  |                 |
| 2        | Attack Over Baghdad  | DHL A300                        | Volo DHL OO-DLL                        | 22 novembre 2003  | 21 settembre 2005  |                 |
| 3        | Out of Control       | Fuori controllo                 | Volo Japan Airlines 123                | 12 agosto 1985    | 28 settembre 2005  |                 |
| 4        | Fight for Your Life  | Attacco suicida                 | Volo FedEx Express 705                 | 7 aprile 1994     | 5 ottobre 2005     |                 |
| 5        | Bomb on Board        | Bomba a bordo                   | Volo Philippine Airlines 434           | 11 dicembre 1994  | 12 ottobre 2005    |                 |
| 6        | Mistaken Identity    | Un tragico equivoco             | Volo Iran Air 655                      | 3 luglio 1988     | 19 ottobre 2005    |                 |
| 7        | Helicopter Down      | Elicottero in mare              | Volo Bristow Helicopters 56C           | 19 gennaio 1995   | 26 ottobre 2005    |                 |
| 8        | Death and Denial     | Egypt Air 990                   | Volo EgyptAir 990                      | 31 ottobre 1999   | 2 novembre 2005    |                 |
| 9        | Runaway Train        | Un treno fuori controllo        | Disastro ferroviario di San Bernardino | 12 maggio 1989    | 30 novembre 2005   |                 |
| 10       | Kid in the Cockpit   | Un bambino ai comandi           | Volo Aeroflot 593                      | 23 marzo 1994     | 9 novembre 2005    |                 |
| 11       | Head-On Collision    | Collisione ferroviaria          | Disastro ferroviario di Hinton         | 8 febbraio 1986   | 23 novembre 2005   |                 |
| 12       | Collision Course     | Il disastro del traghetto greco | Affondamento dell'Express Samina       | 26 settembre 2000 | 16 novembre 2005   |                 |
| 13       | Ocean Landing        | Un dirottamento in Africa       | Volo Ethiopian Airlines 961            | 23 novembre 1996  | 7 dicembre 2005    |                 |
| Speciale | Crash of the Century | Collisione fatale               | Disastro aereo di Tenerife             | 27 marzo 1977     | 14 dicembre 2005   |                 |

## Quarta stagione
La quarta stagione, composta da dieci episodi, è andata in onda in inglese dal 15 aprile al 17 giugno 2007.
| nº | Titolo originale       | Titolo italiano        | Evento                                                             | Data                                        | Prima TV originale | Prima TV Italia |
| -- | ---------------------- | ---------------------- | ------------------------------------------------------------------ | ------------------------------------------- | ------------------ | --------------- |
| 1  | Desperate Escape       | Vivi per miracolo      | Volo Air France 358                                                | 2 agosto 2005                               | 15 aprile 2007     |                 |
| 2  | Falling from the Sky   | In caduta libera       | Volo British Airways 9                                             | 24 giugno 1982                              | 22 aprile 2007     |                 |
| 3  | Fire Fight             | Incendio a bordo       | Volo Air Canada 797                                                | 2 giugno 1983                               | 29 aprile 2007     |                 |
| 4  | Missed Approach        | Atterraggio alla cieca | Volo Korean Air 801                                                | 6 agosto 1997                               | 6 maggio 2007      |                 |
| 5  | Hidden Danger          | Pericolo nascosto      | Volo United Airlines 585 Volo USAir 427 Volo Eastwind Airlines 517 | 3 marzo 1991 8 settembre 1994 9 giugno 1996 | 13 maggio 2007     |                 |
| 6  | Panic Over the Pacific | Panico sul Pacifico    | Volo China Airlines 006                                            | 19 febbraio 1985                            | 20 maggio 2007     |                 |
| 7  | Out of Sight           | L'aereo fantasma       | Collisione aerea di Cerritos                                       | 31 agosto 1986                              | 27 maggio 2007     |                 |
| 8  | Fog of War             | Il jet scomparso       | Volo United States Air Force 21                                    | 3 aprile 1996                               | 3 giugno 2007      |                 |
| 9  | Vertigo                | Tragedia in Egitto     | Volo Flash Airlines 604                                            | 3 gennaio 2004                              | 10 giugno 2007     |                 |
| 10 | Ghost Plane            | L'aereo fantasma       | Volo Helios Airways 522                                            | 14 agosto 2005                              | 17 giugno 2007     |                 |

## Quinta stagione
La quinta stagione, composta da dieci episodi, è andata in onda in inglese dal 9 aprile all'11 giugno 2008.
| nº | Titolo originale              | Titolo italiano                   | Evento                                              | Data                        | Prima TV Canada | Prima TV Italia |
| -- | ----------------------------- | --------------------------------- | --------------------------------------------------- | --------------------------- | --------------- | --------------- |
| 1  | Invisible Killer              | Schianto sull'autostrada          | Volo Delta Air Lines 191                            | 2 agosto 1985               | 7 maggio 2008   |                 |
| 2  | Gimli Glider                  | Volo miracoloso                   | Volo Air Canada 143                                 | 23 luglio 1983              | 14 maggio 2008  |                 |
| 3  | Behind Closed Doors           | Una tragedia annunciata           | Volo American Airlines 96 Volo Turkish Airlines 981 | 12 giugno 1972 3 marzo 1974 | 16 aprile 2008  |                 |
| 4  | Fanning the Flames            | Fumo dalla cabina                 | Volo South African Airways 295                      | 27 novembre 1987            | 21 maggio 2008  |                 |
| 5  | Dead Weight                   | Peso morto                        | Volo Air Midwest 5481                               | 8 gennaio 2003              | 30 aprile 2008  |                 |
| 6  | Southern Storm                | Tempesta fatale                   | Volo Southern Airways 242                           | 4 aprile 1977               | 23 aprile 2008  |                 |
| 7  | Air India: Explosive Evidence | Prove esplosive                   | Volo Air India 182                                  | 23 giugno 1985              | 9 aprile 2008   |                 |
| 8  | Mixed Signals                 | Comunicazione interrotta          | Volo Birgenair 301                                  | 6 febbraio 1996             | 4 giugno 2008   |                 |
| 9  | Fatal Distraction             | Distrazione fatale                | Volo Eastern Air Lines 401                          | 29 dicembre 1972            | 28 maggio 2008  |                 |
| 10 | Phantom Strike                | Scontro in quota Impatto fantasma | Volo Gol Transportes Aéreos 1907                    | 29 settembre 2006           | 11 giugno 2008  |                 |

## Sesta stagione
La sesta stagione è costituita da tre episodi speciali in cui sono stati trattati più incidenti. In Canada è stata trasmessa dal 16 dicembre 2007.
| nº | Titolo originale        | Titolo italiano    | Evento | Data | Prima TV originale | Prima TV Italia |
| -- | ----------------------- | ------------------ | --- | --- | ------------------ | --------------- |
| 1  | Ripped Apart            | Pressione mortale  | Volo BOAC 781 Volo Aloha Airlines 243 Volo British Airways 5390 Volo United Airlines 811 Volo Helios Airways 522                                                           | 10 gennaio 1952 8 aprile 1988 10 giugno 1990 24 febbraio 1989 14 agosto 2005                               | 16 dicembre 2007   |                 |
| 2  | Fatal Flaw              | Una svista mortale | Volo Alaska Airlines 261 Volo Japan Airlines 123 Volo Atlantic Southeast Airlines 529 Volo Swissair 111 Volo United Airlines 585 Volo USAir 427 Volo Eastwind Airlines 517 | 31 gennaio 2000 12 agosto 1985 21 agosto 1995 2 settembre 1998 3 marzo 1991 8 settembre 1994 9 giugno 1996 | 16 dicembre 2007   |                 |
| 3  | Who's Flying the Plane? | Nessuno al comando | Volo AeroPerú 603 Volo China Airlines 006 Volo Aeroflot 593 Volo Flash Airlines 604 Volo Air Transat 236                                                                   | 2 ottobre 1996 12 febbraio 1983 23 marzo 1994 3 gennaio 2004 24 agosto 2001                                | 2 marzo 2008       |                 |

## Settima stagione
La settima stagione, composta da otto episodi, è andata in onda in lingua originale dal 4 novembre al 16 dicembre 2009. Il quarto episodio, sull'incidente di Charkhi Dadri, è intitolato Collisione in volo come l'ottavo dell'undicesima stagione.
| nº | Titolo originale       | Titolo italiano           | Evento                                                    | Data             | Prima TV originale | Prima TV Italia |
| -- | ---------------------- | ------------------------- | --------------------------------------------------------- | ---------------- | ------------------ | --------------- |
| 1  | Scratching the Surface | Cedimento strutturale     | Volo China Airlines 611                                   | 25 maggio 2002   | 18 novembre 2009   |                 |
| 2  | Lockerbie Disaster     | Lockerbie                 | Volo Pan Am 103                                           | 21 dicembre 1988 | 17 dicembre 2009   |                 |
| 3  | Blown Apart            | Killer silenzioso         | Volo Partnair 394                                         | 8 settembre 1989 | 11 novembre 2009   |                 |
| 4  | Sight Unseen           | Collisione in volo        | Collisione aerea di Charkhi Dadri                         | 12 novembre 1996 | 11 novembre 2009   |                 |
| 5  | Operation Babylift     | Operazione orfani in volo | Incidente del Lockheed C-5 Galaxy United States Air Force | 4 aprile 1975    | 4 novembre 2009    |                 |
| 6  | Falling Fast           | Atterraggio in mare       | Volo Tuninter 1153                                        | 6 agosto 2005    | 9 dicembre 2009    |                 |
| 7  | Flight 574: Lost       | L'aereo scomparso         | Volo Adam Air 574                                         | 1º gennaio 2007  | 16 dicembre 2009   |                 |
| 8  | Frozen in Flight       | La tragedia di Halloween  | Volo American Eagle 4184                                  | 31 ottobre 1994  | 16 dicembre 2009   |                 |

## Ottava stagione
L'ottava stagione è composta da due soli episodi speciali in cui sono stati trattati più incidenti. In Canada è stata trasmessa dal 10 giugno 2009.
| nº | Titolo originale | Titolo italiano   | Evento | Data                                                                         | Prima TV originale | Prima TV Italia |
| -- | ---------------- | ----------------- | --- | ---------------------------------------------------------------------------- | ------------------ | --------------- |
| 1  | System Breakdown | Sistemi in stallo | Collisione aerea del Grand Canyon Collisione aerea di Cerritos Volo Avianca 52 Volo Gol Transportes Aéreos 1907 Collisione aerea di Überlingen | 30 giugno 1956 31 agosto 1986 25 gennaio 1990 27 gennaio 2006 1º luglio 2002 | 10 giugno 2009     |                 |
| 2  | Cruel Skies      | Cieli assassini   | Volo Southern Airways 242 Volo Delta Air Lines 191 Volo American Airlines 1420 Volo British Airways 9                                          | 4 aprile 1977 2 agosto 1984 1º giugno 1999 24 giugno 1982                    | 17 giugno 2009     |                 |

## Nona stagione
La nona stagione, composta da otto episodi, è andata in onda in lingua originale dal 1º marzo al 19 aprile 2010.
| nº | Titolo originale     | Titolo italiano                 | Evento                                  | Data                        | Prima TV originale | Prima TV Italia |
| -- | -------------------- | ------------------------------- | --------------------------------------- | --------------------------- | ------------------ | --------------- |
| 1  | Panic on the Runway  | Panico sulla pista              | Volo British Airtours 28M               | 22 agosto 1985              | 1º marzo 2010      |                 |
| 2  | Alarming Silence     | Caos in cabina                  | Volo Northwest Airlines 255             | 16 agosto 1987              | 15 marzo 2010      |                 |
| 3  | Pilot vs. Plane      | Pilota vs aereo                 | Volo Air France 296                     | 26 giugno 1988              | 8 marzo 2010       |                 |
| 4  | Cleared for Disaster | Autorizzati al disastro         | Disastro aereo di Los Angeles           | 1º febbraio 1991            | 22 marzo 2010      |                 |
| 5  | Target is Destroyed  | Obiettivo colpito               | Volo Korean Air Lines 007               | 1º settembre 1983           | 29 marzo 2010      |                 |
| 6  | Cold Case            | Gelo mortale                    | Volo Air Ontario 1363 Volo USAir 405    | 10 marzo 1989 22 marzo 1992 | 12 aprile 2010     |                 |
| 7  | The Final Blow       | Condanna al fallimento          | Volo Air Inter 148                      | 20 gennaio 1992             | 5 aprile 2010      |                 |
| 8  | Cracks in the System | Disastro all'idroscalo di Miami | Volo Chalk's International Airlines 101 | 19 dicembre 2005            | 19 aprile 2010     |                 |

## Decima stagione
La decima stagione, composta da sei episodi, è andata in onda in inglese dal 28 febbraio al 28 marzo 2011.
| nº | Titolo originale    | Titolo italiano         | Evento                         | Data             | Prima TV originale | Prima TV Italia |
| -- | ------------------- | ----------------------- | ------------------------------ | ---------------- | ------------------ | --------------- |
| 1  | Cockpit Failure     | Schianto sulla collina  | Volo Crossair 3597             | 24 novembre 2001 | 12 marzo 2011      |                 |
| 2  | The Heathrow Enigma | L'enigma di Heathrow    | Volo British Airways 38        | 17 gennaio 2008  | 7 marzo 2011       |                 |
| 3  | Pilot Betrayed      | Motori in fiamme        | Volo Scandinavian Airlines 751 | 27 dicembre 1991 | 28 marzo 2011      |                 |
| 4  | Dead Tired          | Aereo in stallo         | Volo Colgan Air 3407           | 12 febbraio 2009 | 21 marzo 2011      |                 |
| 5  | Hudson River Runway | Atterraggio sull'Hudson | Volo US Airways 1549           | 15 gennaio 2009  | 14 marzo 2011      |                 |
| 6  | Who's In Control?   | Chi è al comando?       | Volo Turkish Airlines 1951     | 25 febbraio 2009 | 28 febbraio 2011   |                 |

## Undicesima stagione
L'undicesima stagione, composta da tredici episodi, è andata in onda in lingua originale dal 12 agosto 2011 al 13 aprile 2012. Il dodicesimo episodio riguarda il disastro dell'aeroporto di Linate. L'ottavo episodio, sull'incidente di San Diego, è intitolato Collisione in volo come il quarto della settima stagione.
| nº | Titolo originale             | Titolo italiano                   | Evento                               | Data              | Prima TV originale | Prima TV Italia |
| -- | ---------------------------- | --------------------------------- | ------------------------------------ | ----------------- | ------------------ | --------------- |
| 1  | Deadly Reputation            | Atterraggio impossibile           | Volo TAM 3054                        | 17 luglio 2007    | 12 agosto 2011     | 13 marzo 2012   |
| 2  | The Plane That Flew Too High | L'aereo che volò troppo in alto   | Volo West Caribbean Airways 708      | 16 agosto 2005    | 19 agosto 2011     |                 |
| 3  | Split Decision               | Una tragedia controversa          | Volo Arrow Air 1285                  | 12 dicembre 1985  | 26 agosto 2011     | 27 marzo 2012   |
| 4  | Breakup Over Texas           | La strada delle buone intenzioni  | Volo Continental Express 2574        | 11 settembre 1991 | 29 dicembre 2011   | 3 aprile 2012   |
| 5  | Munich Air Disaster          | La tragedia del Manchester United | Volo British European Airways 609    | 6 febbraio 1958   | 29 dicembre 2011   | 10 aprile 2012  |
| 6  | Turning Point                | Momento di svolta                 | Volo Northwest Airlines 85           | 9 ottobre 2002    | 29 dicembre 2011   | 17 aprile 2012  |
| 7  | Bad Attitude                 | Cattive abitudini                 | Volo Korean Air Cargo 8509           | 22 dicembre 1999  | 20 gennaio 2012    | 24 aprile 2012  |
| 8  | Blind Spot                   | Collisione in volo                | Collisione aerea di San Diego        | 25 settembre 1978 | 27 gennaio 2012    | 1º maggio 2012  |
| 9  | Under Pressure               | Schianto nel deserto              | Volo Nigeria Airways 2120            | 11 luglio 1991    | 3 febbraio 2012    | 8 maggio 2012   |
| 10 | I'm The Problem              | Blocco ai reattori                | Volo Pacific Southwest Airlines 1771 | 7 dicembre 1987   | 10 febbraio 2012   | 15 maggio 2012  |
| 11 | Nowhere to Land              | Atterraggio di fortuna            | Volo TACA 110                        | 24 maggio 1988    | 9 marzo 2012       |                 |
| 12 | The Invisible Plane          | Linate. Una tragedia italiana     | Disastro aereo di Linate             | 8 ottobre 2001    | 23 marzo 2012      |                 |
| 13 | Impossible Landing           | Sistema idraulico in panne        | Volo United Airlines 232             | 19 luglio 1989    | 13 aprile 2012     | 23 ottobre 2012 |

## Dodicesima stagione
La dodicesima stagione, composta da tredici episodi, è stata trasmessa in inglese dal 3 agosto 2012 al 15 aprile 2013.
| nº | Titolo originale               | Titolo italiano                     | Evento                                                         | Data             | Prima TV originale | Prima TV Italia  |
| -- | ------------------------------ | ----------------------------------- | -------------------------------------------------------------- | ---------------- | ------------------ | ---------------- |
| 1  | Fight for Control              | Uno squarcio nella fusoliera        | Volo Reeve Aleutian Airways 8                                  | 8 giugno 1983    | 3 agosto 2012      | 30 ottobre 2012  |
| 2  | Fire in the Hold               | Fuoco nella stiva                   | Volo ValuJet 592                                               | 11 maggio 1996   | 10 agosto 2012     | 6 novembre 2012  |
| 3  | Caution to the Wind            | Decollo nella tempesta              | Volo Singapore Airlines 006                                    | 31 ottobre 2000  | 17 agosto 2012     | 13 novembre 2012 |
| 4  | Pushed to the Limit            | Oltre il limite                     | Volo SilkAir 185                                               | 19 dicembre 1997 | 24 agosto 2012     | 5 febbraio 2013  |
| 5  | Blind Spot                     | Atterraggio alla cieca              | Volo TANS Perú 204                                             | 23 agosto 2005   | 31 agosto 2012     | 12 febbraio 2013 |
| 6  | Grand Canyon Disaster          | Disastro sul Grand Canyon           | Collisione aerea del Grand Canyon                              | 30 giugno 1956   | 24 gennaio 2013    | 19 febbraio 2013 |
| 7  | Catastrophe at O'Hare          | L'incidente più mortale             | Volo American Airlines 191                                     | 25 maggio 1979   | 25 febbraio 2013   | 26 febbraio 2013 |
| 8  | Focused on Failure             | Ossessione fatale                   | Volo United Airlines 173                                       | 28 dicembre 1978 | 11 marzo 2013      | 5 marzo 2013     |
| 9  | Lokomotiv Hockey Team Disaster | La tragedia della squadra Lokomotiv | Incidente aereo della Lokomotiv Jaroslavl'                     | 7 settembre 2011 | 4 marzo 2013       | 12 marzo 2013    |
| 10 | Death of the President         | La morte del Presidente Kaczynski   | Incidente del Tupolev Tu-154 dell'Aeronautica Militare Polacca | 10 aprile 2010   | 27 gennaio 2013    | 26 marzo 2013    |
| 11 | Heading to Disaster            | In rotta verso il disastro          | Volo Ethiopian Airlines 409                                    | 25 gennaio 2010  | 25 marzo 2013      | 2 aprile 2013    |
| 12 | 28 Seconds to Survive          | 28 secondi allo schianto            | Volo Santa Bárbara Airlines 518                                | 21 febbraio 2008 | 1º aprile 2013     | 9 aprile 2013    |
| 13 | Air France 447: Vanished       | La vera storia dell'Air France 447  | Volo Air France 447                                            | 1º giugno 2009   | 15 aprile 2013     | 7 maggio 2013    |

## Tredicesima stagione
La tredicesima stagione, composta da undici episodi, è stata trasmessa in inglese dal 16 dicembre 2013 al 9 maggio 2014, in italiano a partire dal 14 gennaio 2014. Il primo episodio, Il disastro di Staines, è anche il 100º della serie. L'episodio 7 tratta del disastro aereo di Ustica
| nº | Titolo originale                | Titolo italiano               | Evento | Data                                                                    | Prima TV originale | Prima TV Italia  |
| -- | ------------------------------- | ----------------------------- | --- | ----------------------------------------------------------------------- | ------------------ | ---------------- |
| 1  | Fight To The Death              | Il disastro di Staines        | Volo British European Airways 548                                                                                   | 18 giugno 1972                                                          | 16 dicembre 2013   | 14 gennaio 2014  |
| 2  | Speed Trap                      | Scontro ad alta quota         | Collisione aerea delle San Gabriel Mountains                                                                        | 6 giugno 1971                                                           | 30 dicembre 2013   | 21 gennaio 2014  |
| 3  | Lost In Translation             | Stato d'ebbrezza              | Volo Crossair 498                                                                                                   | 10 gennaio 2000                                                         | 13 gennaio 2014    | 28 gennaio 2014  |
| 4  | Disaster on the Potomac         | Crollo nel ghiaccio           | Volo Air Florida 90                                                                                                 | 13 gennaio 1982                                                         | 23 dicembre 2013   | 4 febbraio 2014  |
| 5  | Queens Catastrophe              | Errore fatale                 | Volo American Airlines 587                                                                                          | 12 novembre 2001                                                        | 6 gennaio 2014     | 18 febbraio 2014 |
| 6  | Into the Eye of the Storm       | Nell'occhio del ciclone       | Incidente dell'Hurricane Hunters NOAA42                                                                             | 15 settembre 1989                                                       | 10 febbraio 2014   | 25 febbraio 2014 |
| 7  | Massacre Over The Mediterranean | Ustica: una tragedia italiana | Strage di Ustica | 27 giugno 1980                                                          | 20 gennaio 2014    | 11 febbraio 2014 |
| 8  | Imperfect Pitch                 | Test mortale                  | Volo XL Airways Germany 888T                                                                                        | 27 novembre 2008                                                        | 3 febbraio 2014    | 4 marzo 2014     |
| 9  | Terror In Paradise              | 2 minuti all'impatto          | Volo Air Moorea 1121                                                                                                | 9 agosto 2007                                                           | 27 gennaio 2014    | 11 marzo 2014    |
| 10 | Titanic In The Sky              | Mistero A380                  | Volo Qantas 32 | 4 novembre 2010                                                         | 17 febbraio 2014   | 18 marzo 2014    |
| 11 | Getting Out Alive               |                               | Volo Asiana Airlines 214 Volo Air France 358 Volo Air Canada 797 Volo US Airways 1549 Volo Reeve Aleutian Airways 8 | 6 luglio 2013 2 agosto 2005 2 giugno 1983 15 gennaio 2009 8 giugno 1983 | 9 maggio 2014      |                  |

## Quattordicesima stagione
La quattordicesima stagione è stata confermata da Cineflix a settembre 2013 e conta undici episodi. La produzione è iniziata il 13 gennaio 2014 ed è terminata il 25 luglio dello stesso anno. La stagione è composta da dieci episodi (più un episodio speciale) ed è trasmessa in italiano a partire dal 13 gennaio 2015.
| nº | Titolo originale               | Titolo italiano                      | Evento                                              | Data                         | Prima TV originale | Prima TV Italia  |
| -- | ------------------------------ | ------------------------------------ | --------------------------------------------------- | ---------------------------- | ------------------ | ---------------- |
| 1  | M1 Plane Crash                 | Fuoco a bordo                        | Volo British Midland 92                             | 8 gennaio 1989               | 5 gennaio 2015     | 27 gennaio 2015  |
| 2  | Niki Lauda: Tragedy in the Air | Il Boeing di Niki Lauda              | Volo Lauda Air 004                                  | 26 maggio 1991               | 12 gennaio 2015    | 3 febbraio 2015  |
| 3  | Vanishing Act                  | Errori letali                        | Volo Varig 254                                      | 3 settembre 1989             | 10 febbraio 2015   | 10 febbraio 2015 |
| 4  | Sideswiped                     | Il volo Copa Airlines                | Volo Copa Airlines 201                              | 6 giugno 1992                | 10 marzo 2015      |                  |
| 5  | Death At Narita                | Morte a Narita                       | Volo FedEx Express 80 Volo FedEx Express 14         | 23 marzo 2009 31 luglio 1997 | 16 febbraio 2015   | 17 marzo 2015    |
| 6  | The Death of JFK Jnr           | La morte di JFK Jr                   | Incidente aereo di John Fitzgerald Kennedy Jr.      | 16 luglio 1999               | 20 gennaio 2015    | 20 gennaio 2015  |
| 7  | Concorde - Up In Flames        | Fiamme al Charles de Gaulle          | Volo Air France 4590                                | 25 luglio 2000               | 13 gennaio 2015    | 13 gennaio 2015  |
| 8  | Inner City Carnage             | Il volo del ministro                 | Incidente aereo del Learjet 45 di Città del Messico | 4 novembre 2008              | 17 febbraio 2015   | 17 febbraio 2015 |
| 9  | 3rd Time Unlucky               | Problemi di nebbia?                  | Volo Manx2 7100                                     | 10 febbraio 2011             | 26 febbraio 2015   | 3 marzo 2015     |
| 10 | Death In The Arctic            | Morte nell'Artico                    | Volo First Air 6560                                 | 20 agosto 2011               | 24 febbraio 2015   | 24 febbraio 2015 |
| 11 | Malaysia 370: what happened?   | Malaysia Airlines:le verità nascoste | Volo Malaysia Airlines 370                          | 8 marzo 2014                 | 15 febbraio 2015   | 10 marzo 2015    |

## Quindicesima stagione
La quindicesima stagione è stata confermata ad agosto 2014 e conta dieci episodi. La produzione è iniziata l'8 dicembre 2014 ed è terminata il 12 luglio 2015. La stagione è composta da dieci episodi ed è trasmessa in italiano a partire dal 18 gennaio 2016.
| nº | Titolo originale        | Titolo italiano           | Evento                                | Data              | Prima TV originale | Prima TV Italia  |
| -- | ----------------------- | ------------------------- | ------------------------------------- | ----------------- | ------------------ | ---------------- |
| 1  | Fatal Transmission      | Trasmissione fatale       | Volo United Express 5925              | 19 novembre 1996  | 6 gennaio 2016     | 22 febbraio 2016 |
| 2  | Terror in San Francisco | Terrore a San Francisco   | Volo Asiana Airlines 214              | 6 luglio 2013     | 13 gennaio 2016    | 1º febbraio 2016 |
| 3  | High Rise Catastrophe   | Catastrofe ad alta quota  | Volo El Al 1862                       | 4 ottobre 1992    | 1º febbraio 2016   | 15 febbraio 2016 |
| 4  | Fatal Delivery          | Consegna fatale           | Volo UPS Airlines 6                   | 3 settembre 2010  | 11 gennaio 2016    | 25 gennaio 2016  |
| 5  | Deadly Mission          | Missione letale           | Incidente del Douglas DC-6 dell'ONU   | 18 settembre 1961 | 3 febbraio 2016    | 14 marzo 2016    |
| 6  | Edge of Disaster        | Volo Atlantic Airways 670 | Volo Atlantic Airways 670             | 10 ottobre 2006   | 10 febbraio 2016   | 7 marzo 2016     |
| 7  | Fatal Delay             | Ultimo minuto             | Volo Spanair 5022                     | 20 agosto 2008    | 17 febbraio 2016   | 21 marzo 2016    |
| 8  | Fatal Focus             | Volo Garuda 200           | Volo Garuda Indonesia 200             | 7 marzo 2007      | 4 gennaio 2016     | 18 gennaio 2016  |
| 9  | Steep Impact            | Scontro in volo           | Volo Atlantic Southeast Airlines 2311 | 5 aprile 1991     | 25 gennaio 2016    | 8 febbraio 2016  |
| 10 | Carnage in Sao Paulo    | Carneficina a San Paolo   | Volo TAM 402                          | 31 ottobre 1996   | 15 febbraio 2016   | 29 febbraio 2016 |

## Sedicesima stagione
La sedicesima stagione è stata trasmessa, nella versione originale, dal 7 giugno 2016 e conta dieci episodi. In Italia i primi sei episodi sono stati trasmessi a partire dal 9 settembre 2017, mentre i restanti quattro sono andati in onda dal 6 febbraio 2017.
| nº | Titolo originale          | Titolo italiano                 | Evento                                     | Data              | Prima TV originale | Prima TV Italia   |
| -- | ------------------------- | ------------------------------- | ------------------------------------------ | ----------------- | ------------------ | ----------------- |
| 1  | Deadly Silence            | Equipaggio fantasma             | Incidente del Learjet 35 in Dakota del Sud | 25 ottobre 1999   | 7 giugno 2016      | 9 settembre 2016  |
| 2  | 9/11: The Pentagon Attack | 11/9: attacco al Pentagono      | Attentato al Pentagono                     | 11 settembre 2001 | 14 giugno 2016     | 11 settembre 2016 |
| 3  | Disaster at Tenerife      | Il disastro di Tenerife         | Disastro aereo di Tenerife                 | 27 marzo 1977     | 21 giugno 2016     | 16 settembre 2016 |
| 4  | Deadly Detail             | Difetto di fabbrica             | Volo China Airlines 120                    | 20 agosto 2007    | 28 giugno 2016     | 23 settembre 2016 |
| 5  | Deadly Detour             | Deviazione mortale              | Collisione aerea della baia di Quiberon    | 30 luglio 1998    | 5 luglio 2016      | 30 settembre 2016 |
| 6  | Dangerous Approach        | Schianto nella neve             | Volo Trans Colorado Airlines 2286          | 19 gennaio 1988   | 12 luglio 2016     | 7 ottobre 2016    |
| 7  | Murder in the Skies       | ll mistero del volo Germanwings | Volo Germanwings 9525                      | 24 marzo 2015     | 23 gennaio 2017    | 6 febbraio 2017   |
| 8  | River Runway              | Dritti verso il fiume           | Volo Garuda Indonesia 421                  | 16 gennaio 2002   | 30 gennaio 2017    | 13 febbraio 2017  |
| 9  | Deadly Solution           | Reazione a catena               | Volo Indonesia AirAsia 8501                | 28 dicembre 2014  | 6 febbraio 2017    | 20 febbraio 2017  |
| 10 | Afghan Nightmare          | Inferno afgano                  | Volo National Airlines 102                 | 29 aprile 2013    | 13 febbraio 2017   | 27 febbraio 2017  |

## Diciassettesima stagione
La diciassettesima stagione conta dieci episodi. I primi quattro sono andati in onda, nella versione originale, dal 20 febbraio 2017, portando così il totale degli episodi a 151. In Italia i primi quattro episodi sono stati trasmessi dal 6 marzo 2017 mentre i restanti sei dal 4 settembre 2017 in prima visione su National Geographic. Quest'ultimi sono andati in onda non in ordine di produzione originale.
| nº | Titolo originale  | Titolo italiano      | Evento                              | Data              | Prima TV originale | Prima TV Italia   |
| -- | ----------------- | -------------------- | ----------------------------------- | ----------------- | ------------------ | ----------------- |
| 1  | Killer Attitude   | Rabbia assassina     | Volo Northwest Airlink 5719         | 1º dicembre 1993  | 20 febbraio 2017   | 6 marzo 2017      |
| 2  | Deadly Myth       | Un segreto mortale   | Volo Comair 3272                    | 9 gennaio 1997    | 27 febbraio 2017   | 13 marzo 2017     |
| 3  | Turning Point     | Disastro in Corea    | Volo Air China 129                  | 15 aprile 2002    | 6 marzo 2017       | 20 marzo 2017     |
| 4  | Explosive Proof   | Terroristi?          | Volo TWA 800                        | 17 luglio 1996    | 13 marzo 2017      | 27 marzo 2017     |
| 5  | Lethal Turn       | Manovre letali       | Volo Garuda Indonesia 152           | 26 settembre 1997 | 5 settembre 2017   | 25 settembre 2017 |
| 6  | Storming Out      | La tempesta perfetta | Volo USAir 1016                     | 2 luglio 1994     | 12 settembre 2017  | 11 settembre 2017 |
| 7  | Caught on Tape    | Le uniche tracce     | Volo TransAsia Airways 235          | 4 febbraio 2015   | 19 settembre 2017  | 18 settembre 2017 |
| 8  | Terror over Egypt | Terrore in Egitto    | Volo Metrojet 9268                  | 31 ottobre 2015   | 18 settembre 2017  | 4 settembre 2017  |
| 9  | Deadly Discussion | Sviste mortali       | Volo LAPA 3142                      | 31 agosto 1999    | 3 ottobre 2017     | 9 ottobre 2017    |
| 10 | The lost plane    | L'aereo perduto      | Volo Thai Airways International 311 | 31 luglio 1992    | 10 ottobre 2017    | 2 ottobre 2017    |

## Diciottesima stagione
La diciottesima stagione conta dieci episodi. I primi sei sono stati trasmessi, nella versione originale, dal 13 febbraio 2018 mentre in Italia il primo episodio è andato in onda il 19 febbraio 2018 in prima visione su National Geographic.
| nº | Titolo originale   | Titolo italiano          | Evento                         | Data             | Prima TV originale | Prima TV Italia   |
| -- | ------------------ | ------------------------ | ------------------------------ | ---------------- | ------------------ | ----------------- |
| 1  | Nuts and Bolts     | Un bullone fuoriposto    | Volo Emery Worldwide 17        | 16 febbraio 2000 | 13 febbraio 2018   | 19 febbraio 2018  |
| 2  | Blown Away         | L'apparenza inganna      | Volo TransAsia Airways 222     | 23 luglio 2014   | 20 febbraio 2018   | 26 febbraio 2018  |
| 3  | Deadly Distraction | Distrazione fatale       | Volo Delta Air Lines 1141      | 31 agosto 1988   | 27 febbraio 2018   | 5 marzo 2018      |
| 4  | Deadly Airspace    | Zona di guerra           | Volo Malaysia Airlines 17      | 17 luglio 2014   | 15 febbraio 2018   | 12 marzo 2018     |
| 5  | Deadly Display     | Ostacoli mortali         | Volo Sukhoi 36801              | 9 maggio 2012    | 11 marzo 2018      | 19 marzo 2018     |
| 6  | Deadly Mission     | Alla velocità della luce | Incidente della VSS Enterprise | 31 ottobre 2014  | 19 marzo 2018      | 26 marzo 2018     |
| 7  | Free Fall          | Caduta libera            | Volo Qantas 72                 | 7 ottobre 2008   | 15 giugno 2018     | 12 settembre 2018 |
| 8  | Deadly Inclination | Una tragedia italiana    | Volo Alitalia 404              | 14 novembre 1990 | 22 giugno 2018     | 5 settembre 2018  |
| 9  | Deadly Go-Round    | Pochi minuti all'impatto | Volo China Airlines 140        | 26 aprile 1994   | 27 giugno 2018     | 19 settembre 2018 |
| 10 | Dead of Winter     | Morte in inverno         | Volo Continental Airlines 1713 | 14 novembre 1987 | 4 luglio 2018      | 26 settembre 2018 |

## Diciannovesima stagione
La diciannovesima stagione conta dieci episodi. È stata trasmessa in lingua originale dal 7 gennaio 2019, in Italia la trasmissione è partita il 21 gennaio 2019 in prima visione su National Geographic.
| nº | Titolo originale   | Titolo italiano                       | Evento                                  | Data              | Prima TV originale | Prima TV Italia  |
| -- | ------------------ | ------------------------------------- | --------------------------------------- | ----------------- | ------------------ | ---------------- |
| 1  | Deadly Descent     | Discesa mortale                       | Volo Cathay Pacific 780                 | 13 aprile 2010    | 2 gennaio 2019     | 21 gennaio 2019  |
| 2  | Death Race         | Gara mortale                          | Disastro al Reno Air Races              | 16 settembre 2011 | 7 gennaio 2019     | 28 gennaio 2019  |
| 3  | Fatal Approach     | Errori fatali                         | Volo KLM Cityhopper 433                 | 4 aprile 1994     | 16 gennaio 2019    | 4 febbraio 2019  |
| 4  | Borderline Tactics | Manovra estrema                       | Volo American International Airways 808 | 18 agosto 1993    | 14 gennaio 2019    | 11 febbraio 2019 |
| 5  | Deadly Pitch       | Suggerimenti anonimi                  | Volo Fine Air 101                       | 7 agosto 1997     | 30 gennaio 2019    | 18 febbraio 2019 |
| 6  | Fatal Climb        | Una salita fatale                     | Volo Tarom 371                          | 31 marzo 1995     | 6 febbraio 2019    | 25 febbraio 2019 |
| 7  | Runway Runoff      | Nuove rivelazioni                     | Volo Continental Airlines 1404          | 20 dicembre 2008  | 28 gennaio 2019    | 4 marzo 2019     |
| 8  | Lethal Limits      | Scoperte scioccanti                   | Volo Aeroflot-Nord 821                  | 14 settembre 2008 | 18 febbraio 2019   | 11 marzo 2019    |
| 9  | Football Tragedy   | La tragedia della squadra Chapecoense | Volo LaMia 2933                         | 28 novembre 2016  | 4 marzo 2019       | 18 marzo 2019    |
| 10 | Slam Dunk          | Rivelazioni in cabina                 | Volo United Express 6291                | 7 gennaio 1994    | 11 marzo 2019      | 25 marzo 2019    |

## Ventesima stagione
La ventesima stagione conta dieci episodi. È stata trasmessa in lingua originale dal 9 gennaio 2020, in Italia la trasmissione è partita il 27 gennaio 2020 in prima visione su National Geographic.
| nº | Titolo originale    | Titolo italiano         | Evento                                   | Data              | Prima TV originale | Prima TV Italia  |
| -- | ------------------- | ----------------------- | ---------------------------------------- | ----------------- | ------------------ | ---------------- |
| 1  | Explosive touchdown | Atterraggio esplosivo   | Volo Uni Air 873                         | 24 agosto 1999    | 9 gennaio 2020     | 27 gennaio 2020  |
| 2  | Taxi Turmoil        | Collisione mortale      | Disastro aereo di Detroit                | 3 dicembre 1990   | 16 gennaio 2020    | 3 febbraio 2020  |
| 3  | Kathmandu Descent   | Incidente sull'Himalaya | Volo Pakistan International Airlines 268 | 28 settembre 1992 | 23 gennaio 2020    | 10 febbraio 2020 |
| 4  | Icy Descent         | Discesa ghiacciata      | Volo Sol Líneas Aéreas 5428              | 18 maggio 2011    | 30 gennaio 2020    | 17 febbraio 2020 |
| 5  | Atlantic Ditching   | Difetto fatale          | Volo Cougar Helicopters 91               | 12 marzo 2009     | 6 febbraio 2020    | 24 febbraio 2020 |
| 6  | Impossible Pitch    | Crollo nell'Artico      | Volo West Air Sweden 294                 | 8 gennaio 2016    | 13 febbraio 2020   | 2 marzo 2020     |
| 7  | No Warning          | Nessun segnale          | Volo Trigana Air Service 267             | 16 agosto 2015    | 20 febbraio 2020   | 9 marzo 2020     |
| 8  | Cockpit Killer      | Killer in cabina        | Volo LAM Mozambique Airlines 470         | 29 novembre 2013  | 27 febbraio 2020   | 16 marzo 2020    |
| 9  | Stormy Cockpit      | Un minuto per morire    | Volo Kenya Airways 507                   | 5 maggio 2007     | 5 marzo 2020       | 23 marzo 2020    |
| 10 | Runway Breakup      | L'isola della morte     | Volo AIRES 8250                          | 16 agosto 2010    | 12 marzo 2020      | 30 marzo 2020    |

## Ventunesima stagione
La ventunesima stagione conta nove episodi. Viene trasmessa in lingua originale dal 4 aprile 2021, in Italia la trasmissione è partita il 5 aprile 2021 in prima visione su National Geographic.
| nº | Titolo originale        | Titolo italiano          | Evento                      | Data             | Prima TV originale | Prima TV Italia |
| -- | ----------------------- | ------------------------ | --------------------------- | ---------------- | ------------------ | --------------- |
| 1  | North Sea Nightmare     | Incubo nel mare del Nord | Volo Loganair 6780          | 15 dicembre 2014 | 4 aprile 2021      | 5 aprile 2021   |
| 2  | Playing Cathch Up       | Atterraggio letale       | Volo Execuflight 1526       | 10 novembre 2015 | 11 aprile 2021     | 12 aprile 2021  |
| 3  | Tragic Takeoff          | Decollo letale           | Volo Comair 5191            | 27 agosto 2006   | 11 aprile 2021     | 12 aprile 2021  |
| 4  | Mission Disaster        | Missione Letale          | Incidente del KC-135        | 6 febbraio 1991  | 26 aprile 2021     | 27 aprile 2021  |
| 5  | Caught in a Jam         | Vita al limite           | Volo Ansett New Zealand 703 | 9 giugno 1995    | 16 maggio 2021     | 24 maggio 2021  |
| 6  | Seconds From Touchdown  | Decollo da brivido       | Volo Propair 420            | 18 giugno 1998   | 23 maggio 2021     | 24 maggio 2021  |
| 7  | Deadly Delivery         | Consegna letale          | Volo UPS Airlines 1354      | 14 agosto 2013   | 29 maggio 2021     | 30 maggio 2021  |
| 8  | Meltdown over Kathmandu | Atterraggio a Kathmandu  | Volo US-Bangla Airlines 211 | 12 marzo 2018    | 31 maggio 2021     | 6 giugno 2021   |
| 9  | Grounded: Boeing Max 8  | Il Boeing MAX 8          | Volo Lion Air 610           | 29 ottobre 2018  | 6 giugno 2021      | 7 giugno 2021   |

## Ventiduesima stagione
La ventiduesima stagione conta dieci episodi. Viene trasmessa in lingua originale dal 3 gennaio 2022, in Italia la trasmissione è partita il 17 gennaio 2022 in prima visione su National Geographic.
| nº | Titolo originale     | Titolo italiano                    | Evento                                        | Data             | Prima TV originale | Prima TV Italia  |
| -- | -------------------- | ---------------------------------- | --------------------------------------------- | ---------------- | ------------------ | ---------------- |
| 1  | Pacific Plunge       | Manutenzione letale                | Volo Alaska Airlines 261                      | 31 gennaio 2000  | 3 gennaio 2022     | 17 gennaio 2022  |
| 2  | Terror over Michigan | Terrore in Michigan                | Volo TWA 841                                  | 4 aprile 1979    | 10 gennaio 2022    | 24 gennaio 2022  |
| 3  | Stealth Bomber Down  | La caduta dell'aereo invisibile    | Incidente del B-2 Spirit dell'USAF            | 23 febbraio 2008 | 17 gennaio 2022    | 31 gennaio 2022  |
| 4  | Double Trouble       | Miracolo sulle Alpi                | Volo Trans-Air Service 671                    | 31 marzo 1992    | 22 gennaio 2022    | 7 febbraio 2022  |
| 5  | Holding Pattern      | Senza scampo                       | Volo Flydubai 981                             | 19 marzo 2016    | 17 gennaio 2022    | 14 febbraio 2022 |
| 6  | Peril over Portugal  | Errore di comunicazione            | Volo Martinair 495                            | 21 dicembre 1992 | 24 gennaio 2022    | 21 febbraio 2022 |
| 7  | Tree Strike Terror   | Atterraggio di emergenza           | Volo American Airlines 1572                   | 12 novembre 1995 | 5 febbraio 2022    | 28 febbraio 2022 |
| 8  | Pitch Black          | Tempesta in arrivo                 | Volo Air Illinois 710                         | 11 ottobre 1983  | 5 febbraio 2022    | 7 marzo 2022     |
| 9  | Turboprop Terror     | Problemi di sicurezza              | Volo Flagship Airlines 3379                   | 13 dicembre 1994 | 12 febbraio 2022   | 14 marzo 2022    |
| 10 | Loss of a Legend     | Kobe Bryant: Morte di una leggenda | Incidente del Sikorsky S-76 di Island Express | 26 gennaio 2020  | 12 febbraio 2022   | 21 marzo 2022    |

## Ventitreesima stagione
La ventitreesima stagione conta dieci episodi. Viene trasmessa in lingua originale a partire dal 3 gennaio 2023, in Italia la trasmissione è partita ad agosto 2023 in prima visione in streaming su Disney+.
| nº | Titolo originale               | Titolo italiano               | Evento                                                 | Data             | Prima TV originale | Prima TV Italia |
| -- | ------------------------------ | ----------------------------- | ------------------------------------------------------ | ---------------- | ------------------ | --------------- |
| 1  | Deadly Exchange                | Scambio letale                | Volo Corporate Airlines 5966                           | 19 ottobre 2004  | 3 gennaio 2023     |                 |
| 2  | Mixed Signals                  | Segnali contrastanti          | Volo Independent Air 1851                              | 8 febbraio 1989  | 10 gennaio 2023    |                 |
| 3  | Pressure Point                 | Punto di pressione            | Volo Japan Airlines 123                                | 12 agosto 1985   | 17 gennaio 2023    |                 |
| 4  | Power Play                     | Tentativo di controllo        | Volo Airlines PNG 1600                                 | 13 ottobre 2011  | 24 gennaio 2023    |                 |
| 5  | Control Catastrophe            | Controllo catastrofico        | Volo Air Astana 1388                                   | 11 novembre 2018 | 31 gennaio 2023    |                 |
| 6  | Cockpit Catastrophe            | Catastrofe in cabina          | Volo Sichuan Airlines 8633                             | 14 maggio 2018   | 7 febbraio 2023    |                 |
| 7  | Dream Flight Disaster          | Il disastro del volo da sogno | Incidente aereo del DHC-2 di Sydney Seaplanes del 2017 | 31 dicembre 2017 | 14 febbraio 2023   |                 |
| 8  | Deadly Deception               | Inganno mortale               | Volo Balkan Bulgarian Airlines 013                     | 7 marzo 1983     | 21 febbraio 2023   |                 |
| 9  | Delivery to Disaster           | La consegna disastrosa        | Volo Atlas Air 3591                                    | 23 febbraio 2019 | 28 febbraio 2023   |                 |
| 10 | Mystery over the Mediterranean | Mistero sul Mediterraneo      | Volo EgyptAir 804                                      | 19 maggio 2016   | 7 marzo 2023       |                 |

## Ventiquattresima stagione
La ventiquattresima stagione conta dieci episodi. Viene trasmessa in lingua originale a partire dall'11 febbraio 2024. In Italia la stagione è inedita.
| nº | Titolo originale         | Titolo italiano | Evento                                     | Data             | Prima TV originale | Prima TV Italia |
| -- | ------------------------ | --------------- | ------------------------------------------ | ---------------- | ------------------ | --------------- |
| 1  | Terror Over The Pacific  |                 | Volo United Airlines 811                   | 24 febbraio 1989 | 18 febbraio 2024   |                 |
| 2  | Disaster at Dutch Harbor |                 | Volo PenAir 3296                           | 17 ottobre 2019  | 24 marzo 2024      |                 |
| 3  | Deadly Departure         |                 | Volo Air Transport International 782       | 16 febbraio 1995 | 7 aprile 2024      |                 |
| 4  | Without Warning          |                 | Collisione aerea dell'insenatura di George | 13 maggio 2019   | 10 marzo 2024      |                 |
| 5  | Eleven Deadly Seconds    |                 | Volo China Airlines 676                    | 16 febbraio 1998 | 14 aprile 2024     |                 |
| 6  | Fight for Survival       |                 | Volo Pilgrim Airlines 458                  | 21 febbraio 1982 | 3 marzo 2024       |                 |
| 7  | Pitch Battle             |                 | Volo Colgan Air 9446                       | 26 agosto 2003   | 31 marzo 2024      |                 |
| 8  | Under Fire               |                 | Volo Saudia 163                            | 19 agosto 1980   | 17 marzo 2024      |                 |
| 9  | Lost Star Footballer     |                 | Incidente del Piper PA-46 Malibu del 2019  | 21 gennaio 2019  | 14 febbraio 2024   |                 |
| 10 | Deadly Directive         |                 | Volo Ethiopian Airlines 302                | 10 marzo 2019    | 11 febbraio 2024   |                 |

## Venticinquesima stagione
La venticinquesima stagione conta 11 episodi. Verrà trasmessa in lingua originale a partire dal 2 febbraio 2025. In Italia la stagione è inedita. 
| n° | Titolo originale      | Titolo italiano | Evento                                                 | Data             | Prima TV originale | Prima TV italia |
| -- | --------------------- | --------------- | ------------------------------------------------------ | ---------------- | ------------------ | --------------- |
| 1  | Pacific Ditching      |                 | Volo Transair 810                                      | 2 luglio 2021    | 2025               |                 |
| 2  | Running on Empty      |                 | Volo Air Tahoma 185                                    | 13 agosto 2004   | 2025               |                 |
| 3  | Power struggle        |                 | Volo Sriwijaya Air 182                                 | 9 gennaio 2021   | 9 febbraio 2025    |                 |
| 4  | Second Thoughts       |                 | Volo Luxair 9642                                       | 6 novembre 2002  | 2 marzo 2025       |                 |
| 5  | Powerless Plunge      |                 | Volo Loganair 670A                                     | 27 febbraio 2001 | 23 febbraio 2025   |                 |
| 6  | Cabin Chaos           |                 | Volo China Eastern Airlines 583                        | 6 aprile 1993    | 2 febbraio 2025    |                 |
| 7  | Deadly Climb          |                 | Volo Midwest Express Airlines 105                      | 6 settembre 1985 | 2025               |                 |
| 8  | Firebomber Down       |                 | Incidente del Coulson Aviation Lockheed C-130 Hercules | 23 gennaio 2020  | 16 febbraio 2025   |                 |
| 9  | Collision Catastrophe |                 | Collisione aerea di Überlingen                         | 1 luglio 2002    | 2025               |                 |
| 10 | Fatal Test Flight     |                 | Volo Airborne Express 827                              | 22 dicembre 1996 | 2025               |                 |
| 11 | No Exit               |                 | Disastro aereo di Los Angeles                          | 1 febbraio 1991  | 2025               |                 |

## Indagini ad alta quota: I grandi disastri

### Prima stagione
Questa stagione speciale presenta dieci episodi, ognuno comprendente tre incidenti già trattati in passato. È stata trasmessa su National Geographic, in prima visione, dall'11 giugno 2018.
| nº | Titolo originale        | Titolo italiano         | Eventi | Date                                             | Prima TV originale | Prima TV Italia |
| -- | ----------------------- | ----------------------- | --- | ------------------------------------------------ | ------------------ | --------------- |
| 1  | Communication Breakdown | Errori di comunicazione | Volo United Express 5925 Volo Garuda Indonesia 152 Disastro aereo di Tenerife                                        | 19 novembre 1996 26 settembre 1997 27 marzo 1977 | 9 luglio 2018      | 11 giugno 2018  |
| 2  | Bad Attitude            | Cattive abitudini       | Volo British European Airways 548 Volo Northwest Airlink 5719 Volo Trans Colorado Airlines 2286                      | 18 giugno 1972 1º dicembre 1993 19 gennaio 1988  | 16 luglio 2018     | 18 giugno 2018  |
| 3  | Hero Pilots             | Gli eroi dei cieli      | Volo US Airways 1549 Volo Air Canada 143 Volo TACA 110                                                               | 15 gennaio 2009 23 luglio 1983 24 maggio 1988    | 23 luglio 2018     | 25 giugno 2018  |
| 4  | Plane vs. Pilot         | Aereo vs pilota         | Volo Air France 296 Volo XL Airways Germany 888T Volo Air France 447                                                 | 26 giugno 1988 27 novembre 2008 1º giugno 2009   | 30 luglio 2018     | 2 luglio 2018   |
| 5  | Explosive Evidence      | Evidenze esplosive      | Volo Metrojet 9268 Volo Korean Air Lines 007 Volo Malaysia Airlines 17                                               | 31 ottobre 2015 1º settembre 1983 17 luglio 2014 | 6 agosto 2018      | 9 luglio 2018   |
| 6  | Killer in the Cockpit?  | Piloti suicidi          | Volo SilkAir 185 Volo Germanwings 9525 Volo Malaysia Airlines 370                                                    | 19 dicembre 1997 24 marzo 2015 8 marzo 2014      | 13 agosto 2018     | 16 luglio 2018  |
| 7  | Missing Pieces          | Pezzi mancanti          | Volo British Airways 38 Volo ValuJet 592 Volo Pan Am 103                                                             | 17 gennaio 2008 11 maggio 1996 21 dicembre 1988  | 20 agosto 2018     | 23 luglio 2018  |
| 8  | Controversial Crashes   | Scontri controversi     | Volo British European Airways 609 Volo Arrow Air 1285 Incidente del Tupolev Tu-154 dell'Aeronautica Militare Polacca | 6 febbraio 1958 12 dicembre 1985 10 aprile 2010  | 27 agosto 2018     | 30 luglio 2018  |
| 9  | Deadly Distractions     | Distrazioni letali      | Volo Delta Air Lines 1141 Volo Eastern Air Lines 401 Volo Sukhoi 36801                                               | 31 agosto 1988 29 dicembre 1972 9 maggio 2012    | 3 settembre 2018   | 6 agosto 2018   |
| 10 | Fire on Board           | Fuoco in cabina         | Volo British Airtours 28M Volo Nigeria Airways 2120 Volo UPS Airlines 6                                              | 22 agosto 1985 11 luglio 1991 3 settembre 2010   | 10 settembre 2018  | 13 agosto 2018  |

### Seconda stagione
Seconda stagione speciale, presenta dieci episodi ognuno comprendente tre incidenti già trattati in passato. È stata trasmessa in lingua originale dal 5 giugno 2019, in Italia la trasmissione è partita il 15 luglio 2019 in prima visione su National Geographic. 
| nº | Titolo originale | Titolo italiano          | Eventi | Date                                             | Prima TV originale | Prima TV Italia   |
| -- | ---------------- | ------------------------ | --- | ------------------------------------------------ | ------------------ | ----------------- |
| 1  | Headline News    | Disastri in prima pagina | Attentato al Pentagono Volo TWA 800 Volo Air France 4590                                                     | 11 settembre 2001 17 luglio 1996 25 luglio 2000  | 5 giugno 2019      | 15 luglio 2019    |
| 2  | Rookie Errors    | Errori da principianti   | Volo LAPA 3142 Volo American Airlines 587 Volo Colgan Air 3407                                               | 31 agosto 1999 12 novembre 2001 12 febbraio 2009 | 12 giugno 2019     | 22 luglio 2019    |
| 3  | Collision Course | Collisioni letali        | Collisione aerea delle San Gabriel Mountains Collisione aerea di San Diego Collisione aerea di Charkhi Dadri | 6 giugno 1971 25 settembre 1978 12 novembre 1996 | 19 giugno 2019     | 29 luglio 2019    |
| 4  | Engines Out      | Problemi al motore       | Volo Cathay Pacific 780 Volo British Airways 9 Volo China Airlines 006                                       | 13 aprile 2010 24 giugno 1982 19 febbraio 1985   | 26 giugno 2019     | 5 agosto 2019     |
| 5  | Fuel Trouble     | Pericolo carburante      | Volo United Airlines 173 Volo China Airlines 120 Volo Varig 254                                              | 28 dicembre 1978 20 agosto 2007 3 settembre 1989 | 3 luglio 2019      | 12 agosto 2019    |
| 6  | Perilous Payload | Un carico pericoloso     | Volo Fine Air 101 Volo Air Midwest 5481 Volo National Airlines 102                                           | 7 agosto 1997 8 gennaio 2003 29 aprile 2013      | 10 luglio 2019     | 19 agosto 2019    |
| 7  | Runway in Sight  | Problemi in pista        | Volo Garuda Indonesia 200 Volo Delta Air Lines 191 Volo Asiana Airlines 214                                  | 7 marzo 2007 2 agosto 1985 6 luglio 2013         | 17 luglio 2019     | 26 agosto 2019    |
| 8  | Deadly Confusion | Confusione letale        | Incidente aereo di John Fitzgerald Kennedy Jr. Volo Flash Airlines 604 Volo Adam Air 574                     | 16 luglio 1999 3 gennaio 2004 1º gennaio 2007    | 24 luglio 2019     | 2 settembre 2019  |
| 9  | Radio Silence    | Il silenzio radio        | Volo Helios Airways 522 Volo China Airlines 611 Incidente del Learjet 35 in Dakota del Sud                   | 14 agosto 2005 25 maggio 2002 25 ottobre 1999    | 31 luglio 2019     | 9 settembre 2019  |
| 10 | Design Flaws     | Difetti di progettazione | Volo Lauda Air 004 Volo Turkish Airlines 981 Volo Atlantic Southeast Airlines 2311                           | 26 maggio 1991 3 marzo 1974 5 aprile 1991        | 7 agosto 2019      | 16 settembre 2019 |

### Terza stagione
Terza stagione speciale, presenta dieci episodi ognuno comprendente tre incidenti già trattati in passato. È stata trasmessa in lingua originale dal 3 settembre 2020, in Italia la trasmissione è partita il 21 settembre 2020 in prima visione su National Geographic. 
| nº | Titolo originale       | Titolo italiano        | Eventi | Date                                                | Prima TV originale | Prima TV Italia   |
| -- | ---------------------- | ---------------------- | --- | --------------------------------------------------- | ------------------ | ----------------- |
| 1  | Heat of the Moment     | Conseguenze fatali     | Volo TransAsia Airways 235 Volo KLM Cityhopper 433 Incidente della VSS Enterprise                           | 4 febbraio 2015 4 aprile 1994 31 ottobre 2014       | 1º ottobre 2020    | 21 settembre 2020 |
| 2  | Instrument Confusion   | Strumenti critici      | Volo Copa Airlines 201 Volo Korean Air Cargo 8509 Volo Aeroflot-Nord 821                                    | 6 giugno 1992 22 dicembre 1999 14 settembre 2008    | 8 ottobre 2020     | 28 settembre 2020 |
| 3  | VIP on Board           | Vip a bordo            | Incidente del Douglas DC-6 dell'ONU Volo LaMia 2933 Volo United States Air Force 21                         | 18 settembre 1961 28 novembre 2016 3 aprile 1996    | 8 ottobre 2020     | 5 ottobre 2020    |
| 4  | Lapse in Security      | Misure di sicurezza    | Volo Pacific Southwest Airlines 1771 Volo Air India 182 Volo Uni Air 873                                    | 7 dicembre 1987 23 giugno 1985 24 agosto 1999       | 24 settembre 2020  | 12 ottobre 2020   |
| 5  | Mountain Impact        | Impatti letali         | Volo Thai Airways International 311 Volo Air China 129 Volo Air Inter 148                                   | 31 luglio 1992 15 aprile 2002 20 gennaio 1992       | 15 ottobre 2020    | 19 ottobre 2020   |
| 6  | Survivors              | Sopravvissuti          | Volo Southern Airways 242 Volo Continental Airlines 1404 Volo Korean Air 801                                | 4 aprile 1977 20 dicembre 2008 6 agosto 1997        | 17 settembre 2020  | 26 ottobre 2020   |
| 7  | Death from Above       | Morte dall'alto        | Disastro al Reno Air Races Incidente aereo del Learjet 45 di Città del Messico Collisione aerea di Cerritos | 16 settembre 2011 4 novembre 2008 31 agosto 1986    | 10 settembre 2020  | 2 novembre 2020   |
| 8  | Courage in the Cockpit | Coraggio in cabina     | Volo United Airlines 232 Volo Qantas 32 Volo Northwest Airlines 85                                          | 19 luglio 1989 4 novembre 2010 9 ottobre 2002       | 3 settembre 2020   | 9 novembre 2020   |
| 9  | Maintenance Mistakes   | Errori di manutenzione | Volo Continental Express 2574 Volo Emery Worldwide 17 Volo Partnair 394                                     | 11 settembre 1991 16 febbraio 2000 8 settembre 1989 | 29 ottobre 2020    | 16 novembre 2020  |
| 10 | Take Off Tragedies     | Decolli letali         | Volo Singapore Airlines 006 Volo Northwest Airlines 255 Volo Spanair 5022                                   | 31 ottobre 2000 16 agosto 1987 20 agosto 2008       | 22 ottobre 2020    | 23 novembre 2020  |

### Quarta stagione
Quarta stagione speciale, presenta dieci episodi ognuno comprendente tre incidenti già trattati in passato. Viene trasmessa in lingua originale dall'11 gennaio 2021 e in Italia è partita il 12 gennaio 2021 in prima visione su National Geographic. 
| nº | Titolo originale    | Titolo italiano        | Eventi                                                                           | Date                                             | Prima TV originale | Prima TV Italia  |
| -- | ------------------- | ---------------------- | -------------------------------------------------------------------------------- | ------------------------------------------------ | ------------------ | ---------------- |
| 1  | Engine Gone         | SOS aereo              | Volo American Airlines 191 Volo Reeve Aleutian Airways 8 Volo El Al 1862         | 25 maggio 1979 8 giugno 1983 4 ottobre 1992      | 11 gennaio 2021    | 12 gennaio 2021  |
| 2  | Runway Collisions   | Collisioni in pista    | Disastro aereo di Detroit Disastro aereo di Los Angeles Disastro aereo di Linate | 3 dicembre 1990 1º febbraio 1991 8 ottobre 2001  | 18 gennaio 2021    | 19 gennaio 2021  |
| 3  | Northern Extremes   | Condizioni estreme     | Volo Air Ontario 1363 Volo Scandinavian Airlines 751 Volo First Air 6560         | 10 marzo 1989 27 dicembre 1991 20 agosto 2011    | 25 gennaio 2021    | 26 gennaio 2021  |
| 4  | Risky Runways       | Atterraggi impossibili | Volo TAM 3054 Volo Pakistan International Airlines 268 Volo Atlantic Airways 670 | 17 luglio 2007 28 settembre 1992 10 ottobre 2006 | 1º febbraio 2021   | 2 febbraio 2021  |
| 5  | Lethal Choices      | Scelte letali          | Volo British Midland 92 Volo TAM 402 Volo Indonesia AirAsia 8501                 | 8 gennaio 1989 31 ottobre 1996 28 dicembre 2014  | 8 febbraio 2021    | 9 febbraio 2021  |
| 6  | Dead of Night       | Il buio nella notte    | Volo AIRES 8250 Volo Ethiopian Airlines 409 Volo West Air Sweden 294             | 16 agosto 2010 25 gennaio 2010 8 gennaio 2016    | 15 febbraio 2021   | 16 febbraio 2021 |
| 7  | Cockpit Breakdown   | Crew in disaccordo     | Volo Kenya Airways 507 Volo Crossair 498 Volo United Express 6291                | 5 maggio 2007 10 gennaio 2000 7 gennaio 1994     | 22 febbraio 2021   | 23 febbraio 2021 |
| 8  | Landings Gone Wrong | Atterraggi maledetti   | Volo Crossair 3597 Volo Trigana Air Service 267 Volo TransAsia Airways 222       | 24 novembre 2001 16 agosto 2015 23 luglio 2014   | 1º marzo 2021      | 2 marzo 2021     |
| 9  | Frozen Wings        | Ghiaccio letale        | Volo Air Florida 90 Volo Comair 3272 Volo Sol Líneas Aéreas 5428                 | 13 gennaio 1982 9 gennaio 1997 18 maggio 2011    | 8 marzo 2021       | 9 marzo 2021     |
| 10 | Splash Down         | Atterraggio in acqua   | Volo Garuda Indonesia 421 Volo Cougar Helicopters 91 Volo Tuninter 1153          | 16 gennaio 2002 12 marzo 2009 6 agosto 2005      | 15 marzo 2021      | 16 marzo 2021    |

### Quinta stagione
Quinta stagione speciale, presenta dieci episodi ognuno comprendente tre incidenti già trattati in passato. Viene trasmessa in lingua originale dal 3 luglio 2022 e in Italia dall'11 luglio 2022 in prima visione su National Geographic.
| nº | Titolo originale     | Titolo italiano        | Eventi | Date                                             | Prima TV originale | Prima TV Italia   |
| -- | -------------------- | ---------------------- | --- | ------------------------------------------------ | ------------------ | ----------------- |
| 1  | War Zone             | Zone di guerra         | Incidente del Lockheed C-5 Galaxy United States Air Force Volo Iran Air 655 Volo DHL OO-DLL                | 4 aprile 1975 3 luglio 1988 22 novembre 2003     | 3 luglio 2022      | 11 luglio 2022    |
| 2  | Time Critical        | Decisioni letali       | Volo Turkish Airlines 1951 Volo Continental Airlines 1713 Volo Ansett New Zealand 703                      | 25 febbraio 2009 14 novembre 1987 9 giugno 1995  | 10 luglio 2022     | 18 luglio 2022    |
| 3  | Ticking Time Bomb    | Bomba a orologeria     | Volo Air Moorea 1121 Volo Japan Airlines 123 Volo Chalk's International Airlines 101                       | 9 agosto 2007 12 agosto 1985 19 dicembre 2005    | 17 luglio 2022     | 25 luglio 2022    |
| 4  | Accidents in the Air | Incidenti in volo      | Collisione aerea del Grand Canyon Collisione aerea della baia di Quiberon Volo Gol Transportes Aéreos 1907 | 30 giugno 1956 30 luglio 1998 29 settembre 2006  | 24 luglio 2022     | 1º agosto 2022    |
| 5  | Impossible landings  | Atterraggi impossibili | Volo Southwest Airlines 1380 Volo Aloha Airlines 243 Volo Air Canada 797                                   | 17 aprile 2018 28 aprile 1988 2 giugno 1983      | 31 luglio 2022     | 8 agosto 2022     |
| 6  | Trained to fail      | Prepararsi al peggio   | Volo West Caribbean Airways 708 Volo Loganair 6780 Incidente aereo della Lokomotiv Jaroslavl'              | 16 agosto 2005 15 dicembre 2014 7 settembre 2011 | 7 agosto 2022      | 15 agosto 2022    |
| 7  | Deadly Data          | Errori di trasmissione | Volo Alitalia 404 Volo Qantas 72 Volo Santa Bárbara Airlines 518                                           | 14 novembre 1990 7 ottobre 2008 21 febbraio 2008 | 14 agosto 2022     | 22 agosto 2022    |
| 8  | Poor Piloting        | Errori in cabina       | Volo China Airlines 140 Volo Manx2 7100 Volo Aeroflot 593                                                  | 26 aprile 1994 10 febbraio 2011 23 marzo 1994    | 21 agosto 2022     | 29 agosto 2022    |
| 9  | Dangerous Winds      | Vento estremo          | Volo USAir 1016 Volo TANS Perú 204 Incidente dell'Hurricane Hunters NOAA42                                 | 2 luglio 1994 23 agosto 2005 15 settembre 1989   | 28 agosto 2022     | 5 settembre 2022  |
| 10 | Sabotage             | Sabotaggio             | Volo Ethiopian Airlines 961 Strage di Ustica Volo LAM Mozambique Airlines 470                              | 23 novembre 1996 27 giugno 1980 29 novembre 2013 | 4 settembre 2022   | 12 settembre 2022 |

### Sesta stagione
Sesta stagione speciale, presenta sei episodi ognuno comprendente tre incidenti già trattati in passato. Viene trasmessa in lingua originale dal 8 luglio 2024. In Italia la stagione è inedita.
| n° | Titolo originale    | Titolo italiano | Eventi                                                                                      | Date                                             | Prima TV originale | Prima TV Italia |
| -- | ------------------- | --------------- | ------------------------------------------------------------------------------------------- | ------------------------------------------------ | ------------------ | --------------- |
| 1  | Pitch Problems      |                 | Volo Alaska Airlines 261 Volo American Eagle 4184 Volo United Airlines 585                  | 31 gennaio 2000 31 ottobre 1994 3 marzo 1991     | 8 luglio 2024      |                 |
| 2  | Fight to the Finish |                 | Volo Trans-Air Service 671 Volo Air Astana 1388 Volo Philippine Airlines 434                | 31 marzo 1992 11 novembre 2018 11 dicembre 1994  | 15 luglio 2024     |                 |
| 3  | Bad Data            |                 | Incidente del B-2 Spirit dell'USAF del 2008 Volo Independent Air 1851 Volo Birgenair 301    | 23 febbraio 2008 8 febbraio 1989 6 febbraio 1996 | 22 luglio 2024     |                 |
| 4  | Landing Hazards     |                 | Volo Martinair 495 Volo American Airlines 1572 Volo Air France 358                          | 21 dicembre 1992 12 novembre 1995 2 agosto 2005  | 29 luglio 2024     |                 |
| 5  | Training Ignored    |                 | Incidente del Sikorsky S-76 di Island Express Volo Corporate Airlines 5966 Volo Comair 5191 | 26 gennaio 2020 19 ottobre 2004 27 agosto 2006   | 5 agosto 2024      |                 |
| 6  | Reckless Approaches |                 | Volo Execuflight 1526 Volo Flagship Airlines 3379 Volo American International Airways 808   | 10 novembre 2015 13 dicembre 1994 18 agosto 1993 | 12 agosto 2024     |                 |